# Visconde de Algés
Visconde de Algés é um título nobiliárquico criado por D. Maria II de Portugal, por Decreto de 9 de Março de 1839, em favor de José António Maria de Sousa Azevedo.
Titulares
1. José António Maria de Sousa Azevedo, 1.° Visconde de Algés;
2. Augusto Carlos Cardoso Bacelar de Sousa Azevedo, 2.º Visconde de Algés;
3. José António Maria de Sousa Azevedo, 3.º Visconde de Algés.

Após a Implantação da República Portuguesa, e com o fim do sistema nobiliárquico, usou o título: 
1. Nuno José de Sousa Azevedo de Noronha e Meneses da Costa, 4.° Visconde de Algés.